# Jean-Michel Labadie
Jean-Michel Labadie (n. 14 iulie 1974, Bayonne, Aquitaine, Franța) este un muzician francez, cel mai bine cunoscut ca basist al trupei de heavy metal Gojira.